# Target Center (Minneapolis)
A Target Center egy több célú csarnok Minneapolisban, Minnesotában (Egyesült Államok). Koncerteket, sporteseményeket és magáneseményeket is tartanak itt. Az eredeti és jelenlegi névadója a Target Corporation. Koncerteken a befogadóképessége 20 000 fő.
Az aréna a Minnesota Timberwolves (National Basketball Association) és a Minnesota Lynx (Women’s National Basketball Association) otthona. Korábban a hazai pályája volt a Minnesota Valkyrie-nek (LFL), a Minnesota Arctic Blast-nak (RHI) és a Minnesota Fighting Pike-nak (AFL) is.

## Története

### Menedzsment
A Timberwolves eredeti tulajdonosai, Marv Wolfenson és Harvey Ratner építették, voltak a tulajdonosai és ők kezelték a csarnokot öt évig, 1990-től. Miután a város megvette az arénát 1995-ben, az Ogden Entertainment volt a stadion kezelője. Glen Taylor 1994-ben vette meg a Timberwolvest és 1999-ben a Lynx-et.
2000-ben az SFX (később Clear Channel Entertainment) átvette a szerződés hátralevő részét. 2004 májusában az új kezelő a Midwest Entertainment Group lett, amely a Timberwolves és a Nederlander Concerts közös vállalata.
2007. május 2-án az AEG Facilities átvette a Target Center menedzsment szerződéseit. Jelenleg Minneapolis város a csarnok tulajdonosa és az AEG Facilities működteti napi szinten.

### Felújítások

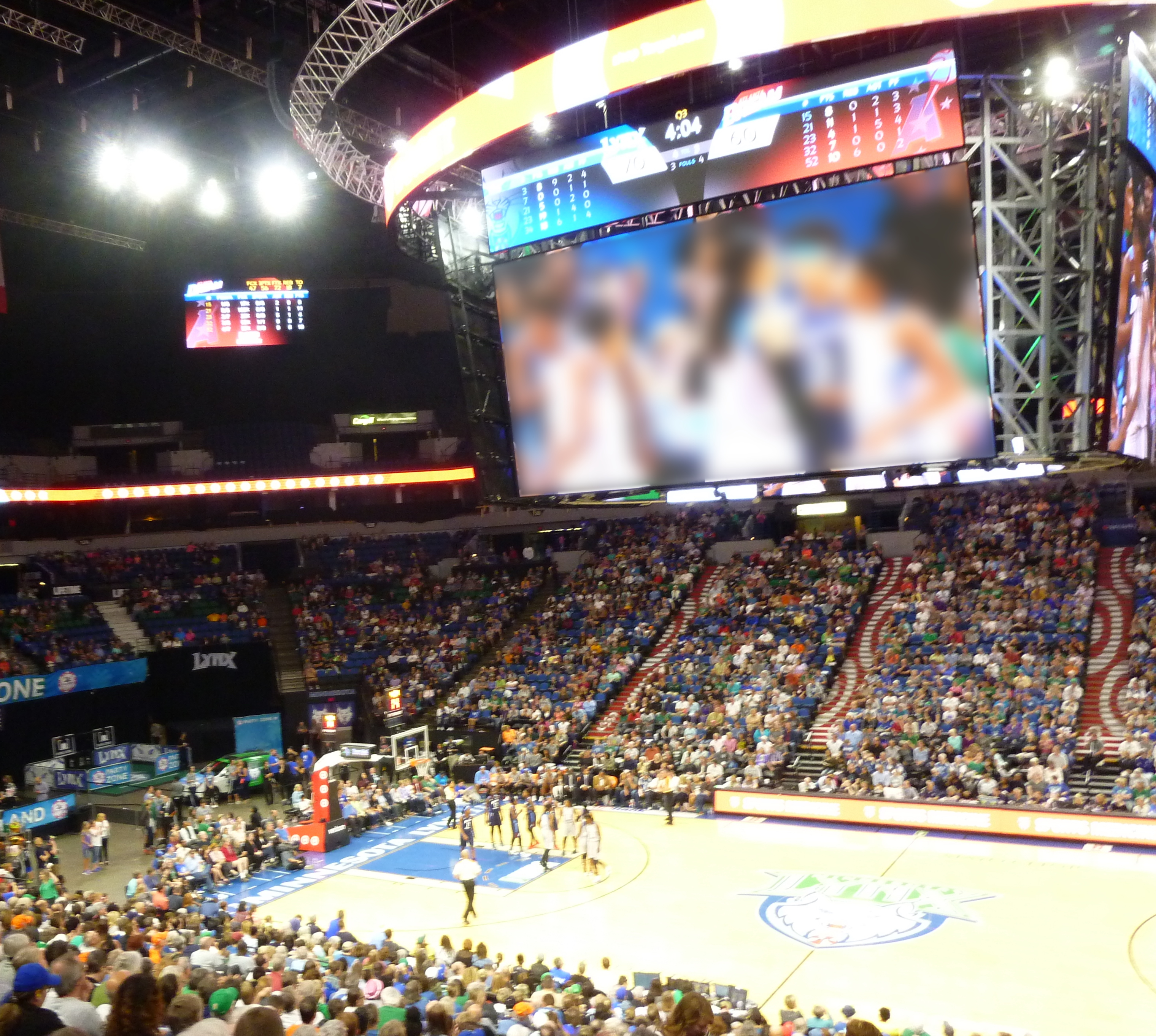
A 2016-os felújítás idején beszerelt új eredményjelző tábla.

2004-ben a Target Centert felújították, az összes széket kicserélve és 1500 újat hozzáadva. Az eredeti eredményjelző táblát kicserélték egy 2.7x4.9 méter méretűre. Ezek mellett megépítették a Club Cambriát és könnyebbé tették a fogyatékossággal élő rajongók hozzáférését a stadion szolgálataihoz.
A Target Center egyike volt a három NBA stadionnak, amelynek parketta volt a padlója, a TD Garden (Boston) és az Amway Arena (Orlando) mellett. Ezt a 2007–2008-as szezon előtt kicserélték.

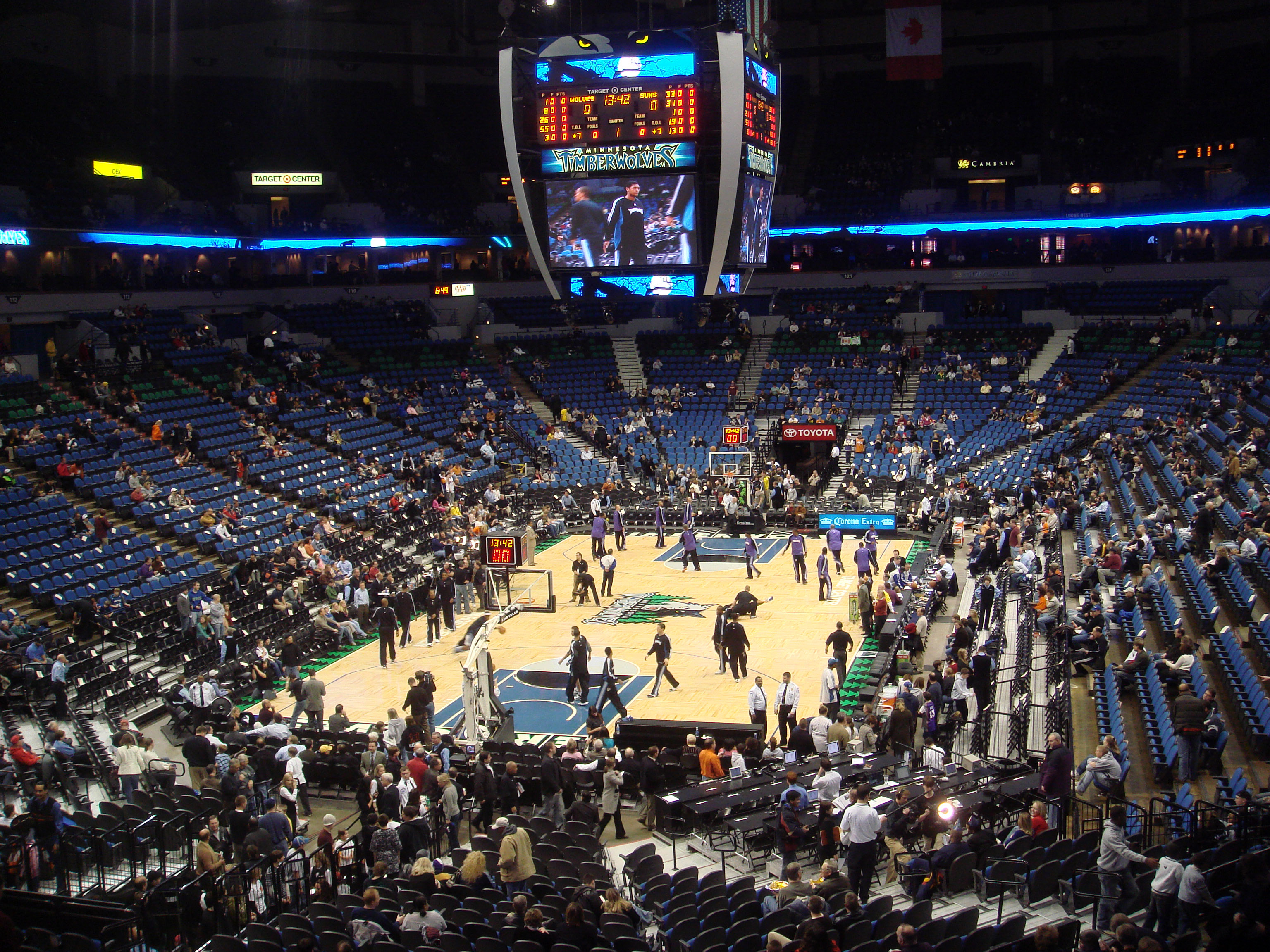
Az aréna 2008-ban, egy Timberwolves mérkőzés előtt.

A Target Center az első aréna, amelynek zöld tetője van. 2009. szeptember 15-én mutatták be. 2011 februárjában a Timberwolves és Minneapolis városa bemutatott egy 155 millió dolláros tervet, hogy újramodellezzék az arénát. Ezek közé tartozott a főbejárat elmozdítása a 6th Street és a First Avenue sarkára, két nagy üveg átrium megépítése, egy új étterem és a beltér teljes újratervezése. A minnesotai törvényhozás 2012-ben fogadta el a tervezetet, a Minnesota Vikings stadionjának megépítésének részeként.
2015. április 3-án Minneapolis Városi Tanácsa véglegesen is jóváhagyta a Target Center felújítását. A teljes költségvetés 140 millió dollár volt. A város 74 millió dollárt, Glen Taylor (a Timberwolves és a Lynx tulajdonosa) 60 milliót, az AEG pedig 5.9 millió dollárt fizetett ki. Ezzel a csarnok a Timberwolves bérlése alatt fog állni 2035-ig. A felújítás után 2017 októberében nyitották meg újra a csarnokot.

### Elnevezése
1990. augusztus 7-én bejelentették, hogy a Target megvette a jogot a Timberwolves arénájának elnevezéséhez és, hogy Target Center lesz a neve. Azóta általában öt évente újítják meg ezt a szerződést.

## Kosárlabda
A Target Centerben tartották az 1994-es NBA All Star-gálát, az 1955-ös NCAA női Final Four-t, a 2000-es NBA-draftot és a 2018-as WNBA All Star-gálát. Ezek mellett itt tartották volna a NCAA Men's Regional Final-t, de az NCAA ezt végül lemondta.
2011-ben a Target Centerben rendezték a 2011-es WNBA-döntőt, a Minnesota Lynx lett a győztes, és ezzel az első bajnokcsapat bármely sportban, amelynek otthona a Target Center volt.

## Jégkorong
A Target Center hat NHL mérkőzésnek adott otthon az 1993–1994-es NHL-szezonban. Az IHL-ben játszó Minnesota Moose mérkőzéseinek nagy részeit itt rendezték, 1994 és 1996 között. Az állami középiskolák jégkorong versenyét is itt tartották 1998-ban és 1999-ben. 2012 júniusában bejelentették, hogy a jövőben több NCHC mérkőzésnek is otthont fog adni 2014-től. Az NCHC 2018-ban a közeli Saint Paulba költöztette az eseményt.

## U.S. Bank Theater
A Target Center-t át lehet alakítani egy 2500 vagy 7500 fős színházra, amely U.S. Bank Theater néven ismert. Koncertek mellett Broadway műsorokat is adnak a helyszínen.

## Helyszín és tömegközlekedés
A Target Center egy utcányira van a következő metróállomásoktól:
- Warehouse District/Hennepin Avenue (METRO Blue és Green)
- Ramp A/7th St. Transit Center (11 különböző buszvonal)
- Ramp B/5th St. Transit Center (10 különböző buszvonal)

Az aréna a jól ismert First Avenue klubbal szemben található. A Target Field, amely a Minnesota Twins MLB-csapat otthonaként szolgál, szintén a Target Centertől nem messze található.